# Gejlusit
Gejlusit je redek karbonatni mineral s kemijsko formulo Na2Ca(CO3)2•5H2O (natrijev kalcijev karbonat pentahidrat). Kristalizira v monoklinskem kristalnem sistemu. Naravni kristali so ploščati ali dipiramidni, lahko brezbarvni, beli, sivi ali rumenkasti. V vodi in pri povišani temperaturi razpade. 

## Etimologija in zgodovina
Gejlusit je prvi odkril in opisal Jean-Baptiste Boussingault (1802-1887) leta 1826 pri Lagunillasu/Méridi v Venezueli. Imenoval ga je po francoskem kemiku in fiziku Josephu Louisu Gay-Lussacu (1778-1850).

## Klasifikacija
V 8. izdaji Strunzove sistematike mineralov je razvrščen v razred »karbonati, nitrati in borati«., v podrazred »karbonati s kristalno vodo brez tujih anionov«., v katerem tvori z bajsilitom, halkonatronitom, pirsonitom, termonatritom in trono posebno skupino mineralov. 
Po obsežnih reviziji Strunzove sistematike so se, med drugim, borati izločili in sedaj tvorijo poseben razred mineralov. Gejlusit je ostal v razredu »karbonatni minerali brez tujih anionov, ki vsebujejo vodo«, razred pa se je natančno razdelil glede na vrsto in velikost vpletenih kationov. Gejlusit je razvrščen v podrazred  »alkalijski in zemljoalkalijski karbonati z velikimi kationi«.
V Danovi sistematiki mineralov je gejlusit razvrščen enako kot v 8. izdaji Strunzove sistematike v razred »karbonati, nitrati in borati« in skupino »karbonati, ki vsebujejo vodo in imajo splošno formulo A+
mB2+
n(XO3)p•x(H2O) z molskim razmerjem (m + n): p > 1: 1«.

## Nastanek in nahajališča
Gejlusit je  nastal z vsedanjem, predvsem v evaporitih. Pojavlja se tudi v skrilavcih iz alkalnih jezer,  v katerih so tudi drugi minerali, na primer egirin, nurtupit, perkolit, pirsonit, šortit, termonatrit, trona in viljomit. 
Do leta 2009 so ga odkrili na skoraj štirideset lokacijah. Njegovo tipsko nahajališče je Lagunillas v Venezueli. Druga  pomembnejša najdišča so Laguna Santa Maria, Provinca Salta, Argentina, jezero Čad v zahodni Afriki, jezero Zabuye v Tibetu, Wadii el Natrun v Sahari, Afrika, Toskana, Italija, alkalno jezero v Narodnem parku Amboseli, Kenija, krater  Chicxulub, Mehika, puščava Gobi, Mongolija, polotok Kola, severna Rusija,  Dolný Harmanec, Slovaška, slani krater pri Pretoriji, Južna Afrika, rudnik soli Bex, Švica in ponekod v Kaliforniji, Nevadi, Oregonu, Washingtonu in Wyomingu, ZDA.